# カイタン
『カイタン』は、木崎拓史による日本の漫画作品。2009年から2010年にかけて『週刊ヤングマガジン』（講談社）にて連載された。単行本は全5巻。

## 概要
『週刊ヤングマガジン』2009年44号から2010年38号まで連載された。
「カイタン」とは「回収担当」の略で、ホストがツケで客に飲み食いさせた分を回収するホストクラブ内の仕事を意味する。埼玉県さいたま市のホストクラブ「Club Face」に所属しカイタンとなった主人公と、客やホスト、暴力団などとの人間関係を描く。作中では、大宮駅周辺が描かれている。
サブタイトルは『回収担当ホストアクション』。

## あらすじ
「Club Face」のホスト歴2年の朝倉仁は、努力はするが人気は出ず売り上げも全く伸びない中、社長・片瀬銀二にホストの世界の厳しさを諭される。仁はホストの世界にすがるべく消費者金融から借金をし、客にタダで豪遊させて体面を保とうとする。しかし、そのことはあっさり社長にばれ、借金の肩代わりをする代わりに回収担当となって借金分の「売りかけ」を回収することを命じられた。

## 登場人物

### Club Faceの人物
朝倉 仁（あさくら じん）
「Club Face」に所属する元ホスト。21歳。社長に借金の肩代わりをしてもらい、回収担当となる。回収担当のほか、店のウェイターや掃除などの雑務も務める。ホストとしての才能は無かったが人一倍の根性と腕っ節の強さは社長に評価・信頼されており、喧嘩の強さは登場人物の中でもトップクラス。また体は相当頑丈なようでブロックや瓶で頭を殴られても大きな怪我はしていない。自身のトレードマークであるリーゼントには何かこだわりがある様だが下ろした方が美形に見える為髪型のせいで損をしている。喧嘩は強いが頭はいい方ではなく、どこか不器用かつ愚直な部分がある。加えて微妙なセンスをしているので馬鹿にされる事も多い。また本人の言うとおり機械が苦手らしく、ATMの操作に手間取っていた。しかし正義感が強く、熱い性格で面倒見の良い一面もある為に仁を慕う人物もいる。女性よりも男性にモテるタイプ。スーツ姿で描かれる事が多いが、3巻のカバーを見るに私服のセンスはサトシと似ている。作中ではサン付けで呼ばれる場合が多い。回収担当になった事で様々なトラブルに巻き込まれていく。
時塚 黒（ときつか くろ）
「Club Face」ナンバー1のホスト。20歳。売り上げでは、他の追随を許さない圧倒的な人気を誇り、12ヶ月連続売上1位を達成する。泣きぼくろがチャームポイントの美形。飴とPSPが好き。またスカーフ類も好きなようでよく私服に取り入れている。酒はめちゃめちゃ弱い。過去の因縁などにより乱舞と仲が悪く2回も本気で殺されかけるが後に和解する。ちなみに入院時にはカイタンを愛読していた。どこか超然としており、他人に無関心で、考えていることを表に出さなかったが、乱舞との和解後は少しずつ変わって来た。最初のうちは仁のことを馬鹿にしていたが、徐々に仁の能力を認め始め、仁に命を救われて以降は、態度には示さなかったものの仁に恩義に感じていた。最終巻の表紙では笑顔を見せている。
片瀬 銀二（かたせ ぎんじ）
「Club Face」社長。30歳。仁の努力を見初め、回収担当に抜擢する。責任感が強く器が大きく、若い頃から弟分達から尊敬されていた。焼肉が好物なのか仁を食事に誘う場所はいつも焼肉屋である。愛車はトヨタ・30セルシオ。吸っているタバコの銘柄はラッキーストライクソフト。
市川 蓮（いちかわ れん）
「Club Face」ナンバー2のホスト。25歳。紳士的な接客スタイルの熟練ホストで、黒が入ってくるまでは「Club Face」の代表を務めていたようである。外国人を雇った闇の人材派遣業を副業としている。本作品の後半で発生する様々な事件の鍵を握っているとされている。
殿咲 乱舞（とのさき らんぶ）
「Club Face」ナンバー3のホスト。愛称は「Club Face」の爆弾小僧。20歳。過去の因縁から黒に対して執着心を抱き、意地でもナンバー1になろうと執念を抱く。目元に入れている★柄のタトゥーが特徴的で、首と胸元・腕にも梵字のタトゥーを入れている。また髪をピンクに染め、服装に豹柄を取り入れる等個性的なセンスをしている。太陽には、「ギャル男みてーな気に入んねー顔」と評される。ちなみに髪の伸びるスピードはとても速い。本人曰く頭は悪いが耳だけは超良くて、そのうえ凄く口が軽くみんなに嫌われている。怒って興奮したり追い詰められたりすると涎を垂らす。調子に乗り始めるとリシャールをドヤ顔で「リッ………シャール」と発音する。黒への報復を果たしたのち、自身の行動をはげしく後悔し、横浜の「Yokohama South Ocean Hotel」にて、頭を丸刈りにして半身浴に耽る日々を送る。だが、黒に心から謝罪し、和解。その後は持ち前の明るさを取り戻し、黒の頼みにより、仁のフォロー役を引き受ける。本人は仁が喧嘩慣れしていることに気づいておらず、「こないだもアルシェ前で講談会のヤツら余裕で300人くれーブッ飛ばしてっからオレ！！」と自慢話をする。しかし仁に同行した病室で帽子をとらずにヤクザに一喝されたり、怒りに震え平常心を失った仁をなだめようとして、逆に凄まれ「ゴチャゴチャうるせえぞ」「ブチ殺されてーのか？」「ジャマだ、どけ」と邪魔者扱いされるなど散々な目にあう。終盤の仁や涼の過激な言動に翻弄され、成功も失敗も許されない異常事態に巻き込まれていく。最終決戦地に向かうに際し臆してしまい、「ガクブル」と震えていたので、仁から「覚悟がねぇなら消えろ」と言われる。しかし「今ここでケツをまくったら二度と黒に顔を合わせられない」と言って踏ん張り、仁たちに同行する。作中で誕生日を迎え21歳になった。小さい頃の親の躾は「夜の繁華街は危ない」。出身地は不明。携帯はドコモを使用しており入店当初のアドレスはranbu-no1@ドコモであった。
水神 涼（みかみ りょう）
「Club Face」の人気ホスト。（21年2月期からはナンバー4）21歳。「関東金餅組」組長・真鍋の息子。頬がこけている。物腰が柔らかく頭もキレるエリートホストであるが、客を篭絡して身の丈以上のツケを抱えさせる非情な姿勢をとるため、仁に反感を買われる。しかし、19話の涼の台詞や片瀬との人間関係から、客を篭絡してまで売り上げを伸ばそうとしたのは、自己の利益のためだけではなく、店のため（ひいては片瀬のため）でもあったようである。トレードマークであるサングラスを外す事はほとんど無く、実は一重瞼。千秋の一件以来なにかと仁に絡み挑発するが、仁とのいざこざの後に使えなくなった客をパンクさせるのをやめたり、仁にバクダン（営業妨害）されたにもかかわらず罰金200万円を求めなかったことから、仁の価値観も理解しているのかもしれない。昔は片瀬の事を『銀ちゃん』と呼んでいた。最初は仁を「仁サン」、乱舞を「乱舞主任」と呼んでいたが、いつの間にか両者を呼び捨てするようになっていた。
倉本 サトシ（くらもと さとし）
仁を慕って「Club Face」に入った元チンピラ。18歳。「回収担当」になる事を目指している。物怖じしない性格のおかげで成果をあげており、自らが慕う仁よりもホストに向いているようである。頭に血が上りやすく数々のトラブルを起こす問題児だが、仁にはかなり可愛がられている。目つきが悪く人を睨みつけるようなきつい表情をしている事が多いが、仁の前では表情が和らいでおり、更に4巻の表紙では仁とお揃いの服を着て笑顔を見せている。Club Neroで拷問を受け全治一ヶ月の大怪我を負ったうえ、顔に3箇所根性焼きを付けられてしまう。
レオ（れお）
「Club Face」ナンバー5のホスト。年齢不明。あいさつの言葉は「おはよーございまっす!!」。No.5のポジションのみならず司会や新人教育をこなすオールマイティーな実力を持つ。敬語を使うランク下の天道に対して「悪（ワリ）ィ!!」「勘弁な!!」と発言する場面から、謙虚な人物像が浮かび上がる。長いまつげと口元のほくろがチャームポイント。
五代 成道（ごだい なりみち）
「Club Face」ナンバー6のホスト（21年3月期）。長いもみ上げとチェーン付眼鏡が印象的。年齢不明。営業において黒のヘルプを行い、同じ卓（せき）につく場合が多く、黒を慕っているようである。売り上げ順位を少しずつじわじわと上げていく。あいさつの言葉は「てーっす!!おはよーございます代表!!」。第1話から登場。目立った活躍はしていないが、物語の端々に登場する。最終回では黒や乱舞達と肩を並べて夜の歌舞伎町を闊歩する。
河井 華（かわい はな）
「Club Face」ナンバー7のホスト（21年3月期）。年齢不明。
天美 一也（あまみ かずや）
「Club Face」ナンバー8のホスト（21年3月期）。19歳。血液型：A 趣味：ひきこもること、ゲーム 前世：信じません
一条 拓馬（いちじょう たくま）
「Club Face」ナンバー9のホスト（21年3月期）。21歳。血液型：O 趣味：色恋、マクラ 前世：チワワ
天道 翔（てんどう しょう）
「Club Face」ナンバー10のホスト（21年3月期）。年齢不明。サトシに「テメー」と言ったばっかりに凄まれる。
剣児（けんじ）
「Club Face」の新人ホスト。黒ぶち眼鏡が特徴的。カケを踏み倒された事を仁に相談し、協力してもらう。その後は仁を尊敬する。カケを踏み倒した客に対し自分の未熟さを認めた上で「ぜってー一流のホストんなって オマエにリシャール入れさせてやるからな!!」「今のうちからちゃんと貯金しとけよ!!」と言い放つ男らしい一面もある。鏡開きのシーンにも登場しており、立派なホストを目指して頑張っている様である。

### その他のホストクラブの人物
モモ
サトシが揉め事を起こした相手の所属するホストクラブ・Club Neroの代表。20歳。童顔でまつげが長い美形だが、顔の角度によっては眉毛がないように見える。ヘアバンドとマニキュアがトレードマーク。座り方がだらしない。太陽の額に落書きをするなど、言動が子供っぽい。愛用のペンはゴブラのメッキー。好物はソーセージ。喧嘩が強いのかは不明だが、肝が据わっている様で妙な迫力がある。また相当な権力を持っている様で、椿や桐島をアゴで使う。仁とサトシが大島に拉致されて以降、登場しない。
桐島 晋也（きりしま しんや）
Club Nero専務。23歳。PC使い。物腰が柔らかい。また椿をたしなめたり、仁とサトシのやりとりを居た堪れないような表情で見ていたりする。とばっちりで仁に蹴られたため、蹴られた後若干キレていた。また、PCの扱いに長けているようで、表計算ソフトを用いて、揉め事によるNeroの損害額を瞬時に計算した。肌は浅黒いが、いきなり美白になる事がある。
東条 椿（とうじょう つばき）
Club Nero主任。21歳。木刀使い。胸毛が濃い。坊主だが後頭部のみ緑色の長髪という奇抜な髪型であり、鼻に5つもピアスをし、顎にタトゥーを入れているなど凶悪な風貌をしており、とてもホストには見えない。性格も凶悪そのもので、他人をいたぶるのが趣味の様。狂暴で、専務が諫めても聞く耳を持たないが、モモには従順である。他人をいたぶっているとき、「ほっ」や「ほふっ」などの奇声を上げる。喧嘩などでは、相手が強ければ強いほど（性的に）興奮し、「あ”っはーん」の奇声と共に、覚醒する。仁との喧嘩では興奮が極限にまで達し、仁に殺されかけたのに満面の笑みを浮かべていた。サトシの拷問を録画した動画を仁に見せて挑発したため、仁を怒らせてしまい、結果的に店の損害を更に大きくした。更に単行本4巻の裏表紙を飾り、その風貌は胸元が縦に大きく破れた黒いTシャツ、蝶ネクタイ、拳銃の形をしたバックル、赤紫色のマントを身に纏った姿であり、手には木刀が握られている。
太陽
Club Neroのホスト。孝介と共にサトシのキャッチに割って入りサトシと仁を挑発し、後日再びサトシを不用意に挑発したために、サトシのカチコミを誘発してしまい、結果的にNeroに大損害を与える。フェイスケアを怠っていたらしくインクをはじいてしまいモモに注意される。同じように椿も仁を挑発して店の損害を拡大したのに、こちらは上の者に制裁されてはいないようである。
孝介
Club Neroのホスト。太陽と仲が良いのかよく2人で行動している。ライバル店である「Club Face」の事をちゃんとチェックしていたようで乱舞の名前を覚えていた。椿から二度目の制裁を受けた際、眼鏡が壊れる。

### 暴力団関係者
真鍋 秀臣（まなべ ひでおみ）
「Club Face」のケツモチであり片瀬ととても仲が良く、涼の父親でもある。関東金餅組5代目組長。61歳。過去に片瀬と大島が中国人にさらわれた時、一人でポン刀を振り回して助けたことがある。
真鍋 絹絵（まなべ きぬえ）
真鍋 秀臣の妻であり涼の母親。刈穂会長の報復に遭い殺害される。
藤間 僧（ふじま そう）
5代目関東金餅組若頭。大島と片瀬が「金餅組」にいたころからの、真鍋組長の側近。気性は荒いが筋は通す性格。キレ易さは作中トップクラスであり、口答えした側近の顔面に容赦なくクリスタルガラス製灰皿を全力で投げつける。48歳。
大島 雄大（おおしま ゆうだい）
講談会 箱船一家「十島組」若頭。東京都出身の31歳。「Club Face」のライバル店「Nero」のオーナーも勤める。ちなみに開店資金は6000万円となっている。仁が回収担当の際、十島組の事務所に騙されて連れて行かれたとき、仁の窮地を救う。しかし、その一方で何か良からぬ計画を考えている。「Club Face」のオーナーである片瀬と因縁がある。
二岡 勇（におか いさむ）
講談会 箱船一家「十島組」舎弟頭。埼玉県出身。髪型は坊主。首に「純国産」と書かれた刺青がある。愛用しているパンツの銘柄は「4WD」(浦部の元へ襲撃を行った際は別の下着を着用していた。)。盃の形式上は、若頭・大島 雄大の叔父貴筋に当たる。だが、組織において若頭という役職は組長に代わり若衆たちを指揮する権限を与えられた、ナンバー2のポジションに相当するため、上下関係では大島の舎弟分扱いとなっている。「俺はポン中と女の言うことは信用しない」のセリフからうかがえるように、同性愛者。物語の終盤、浦部の元へ組織の数人と襲撃を仕掛け、死を賭してまで、兄貴分である大島の名誉にこだわった行動を行う。その内容は、自身の体中に爆薬を巻き付け、それと同時に仲間の銃で浦部達を身動き出来なくし、浦部の子分達の目の前で有無を言わさず浦部にアナルセックスを行い、最期は自爆によりその場の全員を巻き込んで死亡するというものであった。結果として、「二岡任侠道、純真無垢な終焉」を迎える。享年29。
折原 慎二（おりはら しんじ）
講談会 箱船一家「十島組」若衆。埼玉県出身。髪型はパンチパーマで肌は浅黒い。若干メタボ体形。大島 雄大の舎弟。ツケを踏み倒そうとした妹がいる。左利きで、右腕には根性焼きの跡が7個ある。射撃の名手で、箱舟一家の構成員・健太の額を一発で撃ち抜くほどの腕前。愛用の銃はトカレフTT-33。享年27。
鹿島 直英
講談会 箱船一家「十島組」若者。栃木県出身の25歳。大島や二岡達と一緒に講談会箱船一家から絶縁される。
林 辰起
講談会 箱船一家「十島組」若者。埼玉県出身の25歳。大島や二岡達と一緒に講談会箱船一家から絶縁される。
みのる
「十島組」の構成員。二岡の覚せい剤（売り物）に手をつけたため、二岡と折原に制裁を受けた。その際、二人に許しを請うが、当然聞き入れてもらえなかった。折原にクリスタルガラス製の灰皿で頭を殴られ、二岡にはペンチで頬肉を引きちぎられた。
タケシ
「十島組」の構成員。大島の事務所「(株)KOPS」にてヤキ入れの際、大島に命令されて5番ウッドと3番アイアンを手渡した人物。また、仁が解放された際に大島に命令されて仁を送り届けた。
カツヤ＆ヨシノブ
「十島組」の構成員。組事務所のPCを弄っていたところ、仁を押さえつけるのに手を貸すよう折原に命令される。二人ともジャージを着ている。どちらがカツヤでどちらがヨシノブかは不明である。ちなみに組事務所にはデスクトップ型のPCが少なくとも2台以上存在するようである。
十島 悦司（としま えつし）
講談会 箱船一家「十島組」組長。しかし組織の実権は若頭である、大島雄大に握られている。病魔に冒され「埼京大学附属病院」に入院中。病状はかなり悪く、すでにまともに話が出来る状態にない。大島の命を救うため、真鍋秀臣の葬儀の準備中に乗り込み、真鍋の棺の前で切腹して自決する。しかし、大島の暴走は止まらず、結果、十島の親分である浦部が虐殺されることに（後述）。21歳を「一番いい時」と述べる。68歳。
月門 光吉（つきかど みつよし）
講談会 箱船一家「十島組」顧問。51歳。「埼京大学附属病院」6037号室にて十島の見舞いを続けている。
浦部 正道（うらべ まさみち）
講談会 箱船一家総長。箱舟一家の上部組織である講談会では、ナンバー2である若頭の地位に就き、大島の親分である十島のさらに親筋にあたる。お茶の味に拘りがあり、まずいお茶を出した外資系和風モダンに対して説教を垂れる。チャームポイントは顔にある3つの大きなシミ。二岡たちが箱舟一家本部に殴り込みをかけた際、自らの身を犠牲にして子分たちを守ろうとするが、二岡に否応なしにアナルセックスを行われて犯された挙句、彼の自爆に巻き込まれるという壮絶な最期を遂げる。子分たちも全滅。享年68。
尾原 淳（おばら あつし）
講談会 箱船一家若頭。箱舟一家でナンバー2の地位にあり、自身は尾原組を率いる。箱舟一家若衆である十島（大島の親分）にとっては兄筋にあたる（つまり、大島の叔父貴筋にあたる）。物凄く顔が大きく猪首である。終盤、親分にあたる浦部が陵辱された際には涙を流しながら、ただ眺めていることしかできなかった。享年51。
友長 鉄次（ともなが てつじ）
講談会 箱船一家本部長。友長組組長。大島に電話一本で絶縁を伝え、この扱いによって二岡を純粋無垢な終焉へ導くことになる。浦部が陵辱された際には尾原と一緒に涙を流した。普段は浅黒く、1コマだけ美白になる瞬間があったが、単行本では修正されている。享年46。
健太
講談会 箱船一家若衆。二岡たちにカチコミをかけられた際、灰皿で応戦しようとするも、折原に一撃で射殺される。

### Club Faceの客と関係人物
千秋
涼に惚れ、涼を指名していた元キャバ嬢。福島県出身の20歳。昔から男にハマると周りが見えなくなって、その男のいう事を何でも聞くらしい。200万円のカケを飛んだ際に「カラオケメガウタ」203号室にて、首に一箇所、根性焼きという「お灸」を涼に据えられる。それでも涼を慕う気持ちは変わらなかった。ソープに沈められて性格が荒んだのか、第18話で再登場したときは、以前より言葉遣いが汚くなっており、「オマエの幼稚な正義感でさぁ、真剣にがんばってる涼クンに迷惑かけてんじゃねーよ」と、仁に罵声を浴びせた。
彩乃
千秋の元同僚で友人。福島県出身で18歳のときに千秋とともに埼玉県に出てきた。「Club Riz」でキャバ嬢をしている。千秋を食い物にする涼に対し怒りをあらわにする。涼いわく「保護者（ママ）」。
時東 茜（ときとう あかね）
黒と乱舞が新人の時に2人を指名していた客。乱舞の事を「乱たん」と呼ぶ。「Club Face」の従業員達の間で「茜姫」と呼ばれているようである。乱舞と真剣に付き合っていたが、茜が大手ゼネコン会長の孫娘だということを知った黒に告白され、黒の指名客となる。黒の上記行為は一見バクダンに当たるように見えるが、茜が乱舞の指名客でなかったのでギリギリでバクダンにならなかった。現在の顔がなぜか描写されず、回想でのみ顔が描写される。
前田 美津子（まえだ みつこ）
片瀬の知り合いの女経営者。黒にある依頼をされ「Club Face」に来店する。のっぺりとした面長。
塩屋　絵美（しおや えみ）
ニット帽と、うつろな瞳、薄幸そうな表情が印象的な21歳。涼の指名客であり、涼にパンクさせられそうになる。仁に「涼とは終わりにしたほうがいい」と説得され、涼との関係を絶つ事を決心する。
立花 香織（たちばな かおり）
殿咲乱舞の指名客。生誕祭にて40万のカケをし翌日仁にて回収される。勤務先 クラブASK
福田 舞子（ふくだ まいこ）
殿咲乱舞の指名客。生誕祭にて50万のカケをし翌日仁にて回収される。勤務先 セクシーギャル ギャング
ユイ
サトシの指名客。太陽と孝介に初回タダとキャッチされClub Neroへ行き、その事が引き金でサトシがNeroへかち込む。チャームポイントは上向きの鼻とカクテルハット。
坂田
第2話に登場する、自称ファンク・ファイナンスの社長。貫禄はあるが、実際は闇金の真似事をしているガキにすぎない。ツケを踏み倒そうとした彼女のために仁を追い返そうと酒瓶を振り回すが、逆に殴られ顔面を踏みつけられる。住所は埼玉県さいたま市○○○×××2-21グレートヒルズ大宮207。
坂田の子分
坂田の女の飲食代を回収しに来た仁を脅して追い返そうとするが、逆に殴られ失神する。本編で仁に最初に殴られた人物でもある。
木島
第3話に登場する。元金餅組構成員。組を破門された半端者である。チャームポイントは禿げ上がった頭と、顔面にある大きな5つのホクロである。剣児の客であったキャバ嬢の気を惹くために、剣児に暴行してカケの回収を諦めさせようとする。喧嘩の強さは仁より劣るようだが、背後からコンクリートブロックで頭を殴るなどの凶悪かつ卑怯な戦法を使う。仁と剣児を負傷させ、後に片瀬から治療費、慰謝料として130万円強請られる（仁に30万円、剣児に40万円、片瀬に60万円の分配となった）。
木島の子分（帽子の方）
第3話に登場する。木島とつるんでおり、回収に来た仁に襲い掛かろうとするが仁の膝蹴りを食らった後、もう一人の子分に向けて顔面を叩き付けられる。前歯が無く、首に3つの根性焼きがある。
木島の子分（パンチパーマの方）
第3話に登場する。木島とつるんでおり、回収に来た仁に襲い掛かろうとするが、もう一人の子分の顔面を自分の顔面に叩きつけられる。

### その他の人物など
町田
消費者金融「カツカツローン」主任。第一話に登場。仁が自演の売上を作る際にカツカツローンから100万円を借り、更に追加融資で10万円を借りようとするが鋭い眼差しで仁を追い返す。チャームポイントは濃い青髭と鼻の大きなホクロ。
イルム
乱舞の依頼により蓮が派遣した外国人の一人。国籍は不明。チェック柄の長袖Tシャツを着ており、まつげが長い。チャームポイントは鼻のピアス。相棒とともに黒を誘拐して殺害しようとした。相当喧嘩慣れしており、仁ですら鉄パイプを用いないと互角に戦えなかった。必殺技は相手の顔面を捉えるハイキックで、仁を一度はダウンさせている。しかし結局は仁のパンチで倒される。仁に殴られた際、歯が一本飛んでいる。
イルムの相棒
乱舞の依頼により蓮が派遣した外国人の片割れ。国籍も本名も不明。眉毛が異常に太い。鉄パイプで黒を殴り殺そうとするが、仁の不意打ちにより倒される。愛車はトヨタ・エスティマ。
折原 心菜（おりはら ここな）
折原 慎二の妹。ホストクラブFaceでのツケを踏み倒そうとし、仁を嵌めて十島組の事務所に連れ込む。このことが、結果的に、大島雄大と仁の接点を作り、Face社長や講談会の若頭・浦部の死を招く大抗争に繋がってゆく。
刈穂の妻
本名不明。刈穂連合会（埼玉未来都市計画の一環で7月に大規模な区画整理が行われる際に、金餅組と付き合いのある業者に対し入札に漏れた中堅ゼネコンが圧力をかけるために利用した）の会長の妻である。巨体であり、屈強な男達よりも遥かに大柄である。圧力を阻止しようと目論んだ大島により、「HOTELワクテカ」へ監禁され、脅迫用のレイプビデオ（本作で唯一、女の裸が出てくるシーン）を撮られる。古今稀に見る高潔な精神の持ち主のようで、夫に操を立て（または夫への脅迫を防ぐために）、舌を噛み千切り自決をしてしまう。あまりに凄惨な状況に、大島の部下（布袋を被って素顔を隠している）たちが狼狽する。

## 登場する組織
講談会
本物語に登場する暴力団の一次団体。箱船一家などの下部組織を抱える。この組織のトップは物語中には登場しない。ナンバー2は、浦部 正道である。
講談会 箱船一家
講談会の下部組織で、いわゆる二次団体に当たる。トップは、浦部 正道。ナンバー2は、若頭である、小原淳（51歳）。十島組などの下部組織を抱える。本物語の終盤、十島組の構成員たちに絶縁処分を下すが、このことが惨劇に発展してゆく。総本部の住所は埼玉県さいたま市見沼区×-××××。
講談会 箱船一家 尾原組
箱船一家の下部組織で、いわゆる三次団体に当たる。尾原 淳が率いる。トップである尾原は箱舟一家のナンバー2であり、十島など、他の箱舟一家の直参からすると兄筋に当たる。
講談会 箱船一家友長組
箱船一家の下部組織で、いわゆる三次団体に当たる。トップである友長は箱舟一家の本部長であり、いわゆる幹部である。十島など、他の箱舟一家の直参からすると兄筋に当たる。
講談会 箱船一家 十島組
箱船一家の下部組織で、いわゆる三次団体に当たる。トップは、十島 悦司。大島が関東金餅組において不祥事を起こした際の移籍先となっている。なお、移籍したのち、大島は十島組のナンバー2まで上り詰める。講談会ではご法度の、シャブ（覚せい剤）を扱っている描写がある。所在地、OMY CROWN TOWER 1715室 (株)KOPS。
関東金餅組
比較的小規模ではあるが、「一本独鈷の」（独立した）、組織。トップは、真鍋 秀臣。ナンバー2は、藤間 僧。
刈穂連合会
独立組織。藤間がチンピラと呼んで格下扱いした。埼玉未来都市計画の工事入札にて関東金餅組のシマに割り込んだことにより、シノギのバッティングとなり抗争の火種を起こす。当時、金餅組の若衆であった片瀬は、刈穂のメンツも立てたうえでの解決を目指すが、大島が独断で強行的な対応をとったため（前述、「ショパン」の項目参照）、この火種が悲劇につながってゆく。

## CLUB Face 平成21年度売り上げ順位（決算会）
1月期 締め日直前売り上げ（TAX込み）
| 順位 | 名前      | 売り上げ |
| ---- | --------- | -------- |
| 1    | 時塚 黒   | 4745000  |
| 2    | 市川 蓮   | 3800000  |
| 3    | 殿咲 乱舞 | 2385000  |
| 4    | レオ      | 1956000  |
| 5    | 水神 涼   | 1605000  |
| 6    | 水嶋 剛   | 1150000  |
| 7    | 河井 華   | 1010000  |
| 8    | 一条 拓馬 | 850000   |
| 9    | 天美 一也 | 778000   |
| 10   | 藤島 春   | 700000   |
| 11   | 五代 成道 | 685000   |
| 12   | 憂斗      | 597500   |
| 13   | 新塚 優希 | 500000   |

2月期 売り上げ順位
| 順位 | 名前      | 順位 | 名前       |
| ---- | --------- | ---- | ---------- |
| 1    | 時塚 黒   | 11   | 河井 華    |
| 2    | 市川 蓮   | 12   | 新塚 優希  |
| 3    | 殿咲 乱舞 | 13   | 憂斗       |
| 4    | 水神 涼   | 14   | 秋月 楓    |
| 5    | レオ      | 15   | 奏-KANADE- |
| 6    | 天美 一也 | 16   | 天道 翔    |
| 7    | 一条 拓馬 | 17   | 上戸 薫    |
| 8    | 五代 成道 | 18   | 麻生 次郎  |
| 9    | 不明      | 19   | 桜井 奈緒  |
| 10   | 不明      | 20   | 不明       |

- 「河井 華」が大きく順位を落としている。
- ここで「水神 涼」が4位に順位を上げている。

3月期 締め日直前売り上げ（TAX込み）
| 順位 | 名前      | 売り上げ |
| ---- | --------- | -------- |
| 1    | 時塚 黒   | 8000000  |
| 2    | 市川 蓮   | 7600000  |
| 3    | 殿咲 乱舞 | 7200000  |
| 4    | 水神 涼   | 6900000  |
| 5    | レオ      | 2100000  |
| 6    | 河井 華   | 1600000  |
| 7    | 五代 成道 | 1450000  |
| 8    | 天美 一也 | 1080000  |
| 9    | 一条 拓馬 | 800000   |
| 10   | 天道翔    | 780000   |

- 1〜4位までは僅差だが4位、5位の間に大きな開きがある。

3月期 売り上げ順位
| 順位 | 名前      |
| ---- | --------- |
| 1    | 時塚 黒   |
| 2    | 市川 蓮   |
| 3    | 殿咲 乱舞 |
| 4    | 水神 涼   |
| 5    | レオ      |
| 6    | 五代 成道 |
| 7    | 河井 華   |
| 8    | 天美 一也 |
| 9    | 一条 拓馬 |
| 10   | 天道翔    |

- 「五代 成道」が順調に順位を伸ばしている。

## CLUB Face 平成21年度1月期清掃当番表
| 曜日 | 名前              |
| ---- | ----------------- |
| 月   | 片桐 冬馬 ・ 不明 |
| 火   | 叶 咲人 ・ 不明   |
| 水   | 森 健太郎 ・ 不明 |
| 木   | 美藤 大河 ・ 不明 |
| 金   | 咲風 桜 ・ 不明   |
| 土   | 憂輝 ・ 不明      |
| 日   | 一休 ・ 不明      |

- チェック担当 流華 ・ 紫音
- 見ての通り、売り上げランク外のホスト達が清掃を行っている。

## CLUB Face 大宮南警察署 送金者一覧表
| 役職           | 氏名        | 送金日 | 金額   | 備考     |
| -------------- | ----------- | ------ | ------ | -------- |
| 所長           | 洲原 秀二   | 1/4    | 800000 | 御年始   |
|                |             | 1/15   | 500000 |          |
|                |             | 2/15   | 500000 |          |
|                |             | 3/15   | 500000 |          |
| 副所長         | 多賀田 光介 | 4/1    | 500000 | 昇進祝い |
| ？長           | 白石 一輝   | 1/15   | 300000 |          |
|                |             | 3/2    | 300000 |          |
| ？補佐         | 友近 省吾   | 1/9    | 300000 |          |
|                |             | 1/26   | 200000 |          |
| ？課長         | 鈴村 五郎   | 1/26   | 200000 |          |
|                |             | 3/19   | 200000 |          |
| ？課課長       | 坂木 郷士   | 1/26   | 200000 |          |
|                |             | 2/15   | 300000 |          |
| 生活安全課係長 | 間 洋一朗   | 1/26   | 100000 |          |
|                |             | 2/15   | 150000 |          |

## Club Nero 損害賠償見積書
初期型
| 品名       | 数量 | 単価  | 金額    |
| ---------- | ---- | ----- | ------- |
| ボトル     | 6    |       | 8450000 |
| グラス     | 27   | 3000  | 81000   |
| 灰皿       | 6    | 5000  | 30000   |
| イス       | 11   | 20000 | 220000  |
| 内装修理費 |      |       | 1300000 |
| 治療費     |      |       | 800000  |
| 営業保証金 |      |       | 4500000 |

- 合計金額：￥15381000。
- これは桐島専務がその場で計算したものである。
- 灰皿とイスをどのように壊したのかは不明である。

後期型
| 品名       | 数量 | 単価  | 金額     |
| ---------- | ---- | ----- | -------- |
| 内装修理費 |      |       | 1800000  |
| 治療費     |      |       | 1800000  |
| 営業保証金 |      |       | 18000000 |
| ボトル     | 10   |       | 10000000 |
| グラス     | 30   | 3000  | 90000    |
| 灰皿       | 10   | 5000  | 50000    |
| イス       | 15   | 20000 | 300000   |

- 合計金額：￥30040000。
- これは大島が片瀬に手渡した時のものである。
- 軒並み数量が増えている。

## 備考
- 二岡達がカチコミの際、普段は浅黒い友長の肌が美白になっていたコマが一箇所あるが、作者が自身のブログにて「62番貼り忘れてました、本当にすいませんでした」と2010年8月4日に謝罪している。単行本では修正された。
- 2010年9月3日、作者のブログにて単行本5巻のカバーサンプルの紹介で「本編では残念ながら辿り着けなかったハッピーエンド（僕の願望）」と説明されている。ちなみにカバーイラストは片瀬を含むフェイスメンバーみんなが笑顔でジャレ合っているイラストとなっている。
- 2010年9月7日、作者のブログにて最終巻の加筆分として数枚描いた中の一部が公開された。没のためにお蔵入りとなってしまっている。
- 単行本5巻のカバーサンプルは絵柄は一緒だが、背景がホログラム仕様となっている。ただしボツになったバージョンなので日の目を見る事はなかった。
- 第42話の仁のセリフの「先祖返り」が単行本では「幼児退行」へ変わっている。
- 本作に登場する根性焼きの総数は14個である。サトシが3個、折原が7個、千秋が1個、木島の手下(帽子）が3個となっている。
- 単行本で友長の肌が美白になっていたのが修正されているのに桐島の肌が修正されていなかったことにより、桐島の肌が突然美白になるのは仕様であると思われていたが、作者が自身のブログにて「改めて読み返したら桐島専務が確かに美白になってるコマがありました・・・本当にすいませんでした」と仕様ではなくミスであることを述べた。
- 2011年1月15日東京・新宿ロフトプラスワンにて開催されたトークイベント日本オタク大賞にて個人賞に輝く。